# Politiske partier i Indien
Dette er en liste over politiske partier i Indien.
Indien har et flerpartisystem hvor partierne er opdelt i nationale, delstats og distrikt partier.
'Anerkendte partier' er et begreb som bruges om nationale og delstatspartier. For at blive et anerkendt parti skal man opfylde nogle kriterier. Der er flere fordele ved at være et anerkendt parti, som for eksempel har partiet et fast valgsymbol og gratis reklame på statseget TV og radio.
Ved parlaments valget i 2019 var der 2698 registreret partier, hvorfra at 8 var nationalepartier, 52 delstatspartier og 2638 ikke-anerkendte distrikt partier.
Denne liste vil kun inkludere anerkendte partier, i det at der er flere tusinde distrikt partier, og langt størstedelen af dem er total irrelevante i national politik.

## Nationale partier
| Navn                               | Navn   | Politisk position               | Ideologi                                          | Valgsymbol | Underhuset | Overhuset |
| ---------------------------------- | ------ | ------------------------------- | ------------------------------------------------- | ---------- | ---------- | --------- |
| All India Trinamool Congress       | AITC   | Centrum-venstre til venstrefløj | Socialisme, Sekularisme, Antikommunisme           |            | 20 / 543   | 11 / 245  |
| Bahujan Samaj Party                | BSP    | Centrum                         | Lighed for lavere kaster, Sekularisme             |            | 10 / 543   | 3 / 245   |
| Bharatiya Janata Party             | BJP    | Højrefløj                       | Hindutava, Religiøs konservatisme, Højrepopulisme |            | 301 / 543  | 95 / 245  |
| Communist Party of India           | CPI    | Venstrefløj                     | Kommunisme, Marxisme-Leninisme                    |            | 2 / 543    | 1 / 245   |
| Communist Party of India (Marxist) | CPI(M) | Venstrefløj                     | Kommunisme, Marxisme                              |            | 3 / 543    | 6 / 245   |
| Indian National Congress           | INC    | Centrum til Centrum-venstre     | Sekularisme, Socialdemokratisme, Progressivisme   |            | 52 / 543   | 36 / 245  |
| National People's Party            | NPP    | Catch-all parti                 | Regionalisme                                      |            | 1 / 543    | 1 / 245   |
| Nationalist Congress Party         | NCP    | Centrum                         | Liberalisme                                       |            | 5 / 543    | 4 / 245   |

## Delstatspartier
| Navn                                                   | Navn      | Politisk position               | Ideologi                                                | Valgsymbol            | Underhuset | Overhuset | Delstat anerkendt i                      |
| ------------------------------------------------------ | --------- | ------------------------------- | ------------------------------------------------------- | --------------------- | ---------- | --------- | ---------------------------------------- |
| Aam Aadmi Party                                        | AAP       | Centrum til Centrum-venstre     | Populisme, Antikorruption                               |                       | 1 / 543    | 3 / 245   | - Delhi - Punjab                         |
| All India Anna Dravida Munnetra Kazhagam               | AIADMK    | Centrum-venstre til venstrefløj | Demokratisk socialisme, Populisme, Regionalisme         |                       | 1 / 543    | 6 / 245   | - Tamil Nadu - Pondicherry               |
| All India Forward Bloc                                 | AIFB      | Venstrefløj                     | Socialisme, Venstrefløjs nationalisme                   |                       | Ingen      | Ingen     | - Vestbengalen                           |
| All India Majlis-e-Ittehadul Muslimeen                 | AI MIM    | Catch-all parti                 | Muslimske interesser, Minoritets interesser             |                       | 2 / 543    | Ingen     | - Telangana                              |
| All India N.R. Congress                                | AINRC     | Centrum til Centrum-venstre     | Populisme, Socialdemokratisme                           |                       | Ingen      | Ingen     | - Pondicherry                            |
| All India United Democratic Front                      | AIUDF     | Centrum til Centrum-venstre     | Progressivisme                                          |                       | 1 / 543    | Ingen     | - Assam                                  |
| All Jharkhand Students Union                           | AJSU      | Catch-all parti                 | Populisme, Antikorruption                               |                       | 1 / 543    | Ingen     | - Jharkhand                              |
| Asom Gana Parishad                                     | AGP       | Centrum-højre                   | Regionalisme                                            |                       | Ingen      | 1 / 245   | - Assam                                  |
| Biju Janata Dal                                        | BJD       | Centrum til Centrum-højre       | Liberalisme, Regionalisme                               |                       | 12 / 543   | 9 / 245   | - Orissa                                 |
| Bodoland People's Front                                | BPF       | Centrum-venstre til venstrefløj | Demokratisk socialisme, Sekularisme                     |                       | Ingen      | Ingen     | - Assam                                  |
| Communist Party of India (Marxist–Leninist) Liberation | CPI-ML(L) | Venstrefløj                     | Kommunisme, Marxisme-Leninisme                          |                       | Ingen      | Ingen     | - Bihar                                  |
| Desiya Murpokku Dravida Kazhagam                       | DMDK      | Centrum til Centrum-venstre     | Populisme, Sekularisme, Socialdemokratisme              |                       | Ingen      | Ingen     | - Tamil Nadu                             |
| Dravida Munnetra Kazhagam                              | DMK       | Centrum-venstre                 | Socialdemokratisme, Dravidiske interesser               |                       | 24 / 543   | 7 / 245   | - Tamil Nadu - Pondicherry               |
| Goa Forward Party                                      | GFP       | Catch-all parti                 | Regionalisme                                            |                       | Ingen      | Ingen     | - Goa                                    |
| Hill State People's Democratic Party                   | HSPDP     | Catch-all parti                 | Regionalisme                                            |                       | Ingen      | Ingen     | - Meghalaya                              |
| Indian National Lok Dal                                | INLD      | Centrum                         | Socialliberalisme, Regionalisme                         |                       | Ingen      | Ingen     | - Haryana                                |
| Indian Union Muslim League                             | IUML      | Catch-all parti                 | Muslimske interesser                                    |                       | 3 / 543    | 1 / 245   | - Kerala                                 |
| Indigenous Peoples Front of Tripura                    | IPFT      | Catch-all parti                 | Regionalisme, Modstand til Indvandring                  |                       | Ingen      | Ingen     | - Tripura                                |
| Jammu & Kashmir National Conference                    | JKNC      | Catch-all parti                 | Sekularisme, Pro-Indien                                 |                       | 3 / 543    | Ingen     | - Jammu og Kashmir                       |
| Jammu & Kashmir National Panthers Party                | JKNPP     | Højrefløj                       | Pro-Indien, Hindutava, Imod Jammu og Kashmir autonomi   |                       | Ingen      | Ingen     | - Jammu og Kashmir                       |
| Jammu and Kashmir Peoples Democratic Party             | JKPDP     | Catch-all parti                 | Sekularisme, Jammu og Kashmir autonomi                  |                       | Ingen      | Ingen     | - Jammu og Kashmir                       |
| Janta Congress Chhattisgarh                            | JCC       | Centrum-venstre til venstrefløj | Direkte demokrati, Feminisme, Progressivisme            | (Landmand som pløjer) | Ingen      | Ingen     | - Chhattisgarh                           |
| Janata Dal (Secular)                                   | JD(S)     | Centrum                         | Liberalisme, Sekularisme                                |                       | 1 / 543    | 1 / 245   | - Arunachal Pradesh - Karnataka - Kerala |
| Janata Dal (United)                                    | JD(U)     | Centrum-venstre                 | Socialdemokratisme, Sekularisme                         |                       | 16 / 543   | 5 / 245   | - Arunachal Pradesh - Bihar              |
| Jannayak Janta Party                                   | JJP       | Centrum-venstre til venstrefløj | Demokratisk socialisme                                  |                       | Ingen      | Ingen     | - Haryana                                |
| Jharkhand Mukti Morcha                                 | JMM       | Catch-all parti                 | Regionalisme                                            |                       | 1 / 543    | 1 / 245   | - Jharkhand                              |
| Kerala Congress (M)                                    | KC(M)     | Centrum-venstre til venstrefløj | Demokratisk socialisme                                  |                       | 1 / 543    | Ingen     | - Kerala                                 |
| Lok Janshakti Party                                    | LJP       | Catch-all parti                 | Lighed for lavere kaster, Sekularisme                   |                       | 6 / 543    | Ingen     | - Bihar                                  |
| Maharashtra Navnirman Sena                             | MNS       | Højrefløj                       | Hindutava, Højrepopulisme                               |                       | Ingen      | Ingen     | - Maharashtra                            |
| Maharashtrawadi Gomantak Party                         | MGP       | Centrum                         | Regionalisme, Populisme                                 |                       | Ingen      | Ingen     | - Goa                                    |
| Mizo National Front                                    | MNF       | Centrum-venstre til venstrefløj | Demokratisk socialisme, Regionalisme, Mizo nationalisme |                       | 1 / 543    | 1 / 245   | - Mizoram                                |
| Naga People's Front                                    | NPF       | Catch-all parti                 | Regionalisme                                            |                       | 1 / 543    | 1 / 245   | - Manipur - Nagaland                     |
| Nationalist Democratic Progressive Party               | NDPP      | Catch-all parti                 | Regionalisme                                            | En globus             | 1 / 543    | Ingen     | - Nagaland                               |
| Pattali Makkal Katchi                                  | PMK       | Catch-all parti                 | Populisme, Vanniyar kaste interesser                    |                       | Ingen      | 1 / 245   | - Pondicherry                            |
| People's Democratic Alliance                           | PDA       | Catch-all parti                 | Regionalisme                                            | En krone              | Ingen      | Ingen     | - Manipur                                |
| People's Democratic Front                              | PDF       | Catch-all parti                 | Regionalisme                                            |                       | Ingen      | Ingen     | - Meghalaya                              |
| Peoples Party of Arunachal                             | PPA       | Catch-all parti                 | Regionalisme                                            |                       | Ingen      | Ingen     | - Arunachal Pradesh                      |
| Rashtriya Janata Dal                                   | RJD       | Centrum-venstre til venstrefløj | Socialisme, Sekularisme                                 |                       | Ingen      | 5 / 245   | - Bihar - Jharkhand                      |
| Rashtriya Lok Dal                                      | RLD       | Centrum                         | Agarisme, Populisme                                     |                       | Ingen      | Ingen     | - Uttar Pradesh                          |
| Rashtriya Loktantrik Party                             | RLP       | Centrum                         | Agarisme, Populisme                                     |                       | 1 / 543    | Ingen     | - Rajasthan                              |
| Revolutionary Socialist Party                          | RSP       | Venstrefløj                     | Kommunisme, Marxisme-Leninisme                          |                       | 1 / 543    | Ingen     | - Kerala - Vestbengalen                  |
| Samajwadi Party                                        | SP        | Centrum-venstre til venstrefløj | Socialdemokratisme, Konservatisme                       |                       | 5 / 543    | 5 / 245   | - Uttar Pradesh                          |
| Shiromani Akali Dal                                    | SAD       | Centrum-højre                   | Konservatisme, Føderalisme, Sikh interesser             |                       | 2 / 543    | 3 / 245   | - Punjab                                 |
| Shiv Sena                                              | SS        | Højrefløj                       | Hindutava, Nationalisme                                 |                       | 18 / 543   | 3 / 245   | - Maharashtra                            |
| Sikkim Democratic Front                                | SDF       | Centrum-venstre til venstrefløj | Demokratisk socialisme                                  |                       | Ingen      | 1 / 245   | - Sikkim                                 |
| Sikkim Krantikari Morcha                               | SKM       | Centrum-venstre til venstrefløj | Demokratisk socialisme, Socialisme                      | Lampe                 | 1 / 543    | Ingen     | - Sikkim                                 |
| Telangana Rashtra Samithi                              | TRS       | Centrum-højre                   | Regionalisme, Populisme, Økonomisk liberalisme          |                       | 9 / 543    | 7 / 245   | - Telangana                              |
| Telugu Desam Party                                     | TDP       | Centrum-højre                   | Neoliberalisme                                          |                       | 3 / 543    | 1 / 245   | - Andhra Pradesh - Telangana             |
| United Democratic Party                                | UDP       | Catch-all parti                 | Regionalisme, Populisme                                 |                       | Ingen      | Ingen     | - Meghalaya                              |
| Yuvajana Sramika Rythu Congress Party                  | YSRCP     | Centrum til Centrum-venstre     | Sekularisme, Agarisme, Progressivisme                   |                       | 22 / 543   | 6 / 245   | - Andhra Pradesh                         |
| Zoram Nationalist Party                                | ZNP       | Catch-all parti                 | Mizo nationalisme                                       |                       | Ingen      | Ingen     | - Mizoram                                |

 Der er for få eller ingen kildehenvisninger i denne artikel, hvilket er et problem. Du kan hjælpe ved at angive troværdige kilder til de påstande, som fremføres i artiklen.